# Lopan
Lopan (russisk og ukrainsk: Лопань) er en flod, der løber op i Belgorod Oblast i Rusland og løber over den russisk-ukrainske grænse ind i Kharkiv Oblast, hvor den løber sammen med Udy i Kharkiv . Floden er 93 kilometer lang. Floden Kharkiv er en af dens bifloder.
50°29′25″N 36°21′53″Ø / 50.4902°N 36.3648°Ø